# Triana (Las Palmas de Gran Canaria)
Triana es uno de los barrios históricos de la ciudad española de Las Palmas de Gran Canaria, capital de la isla canaria de Gran Canaria. Pertenece al distrito Centro. Tiene la consideración de Bien de interés cultural como Conjunto Histórico desde 1990.

## Ubicación

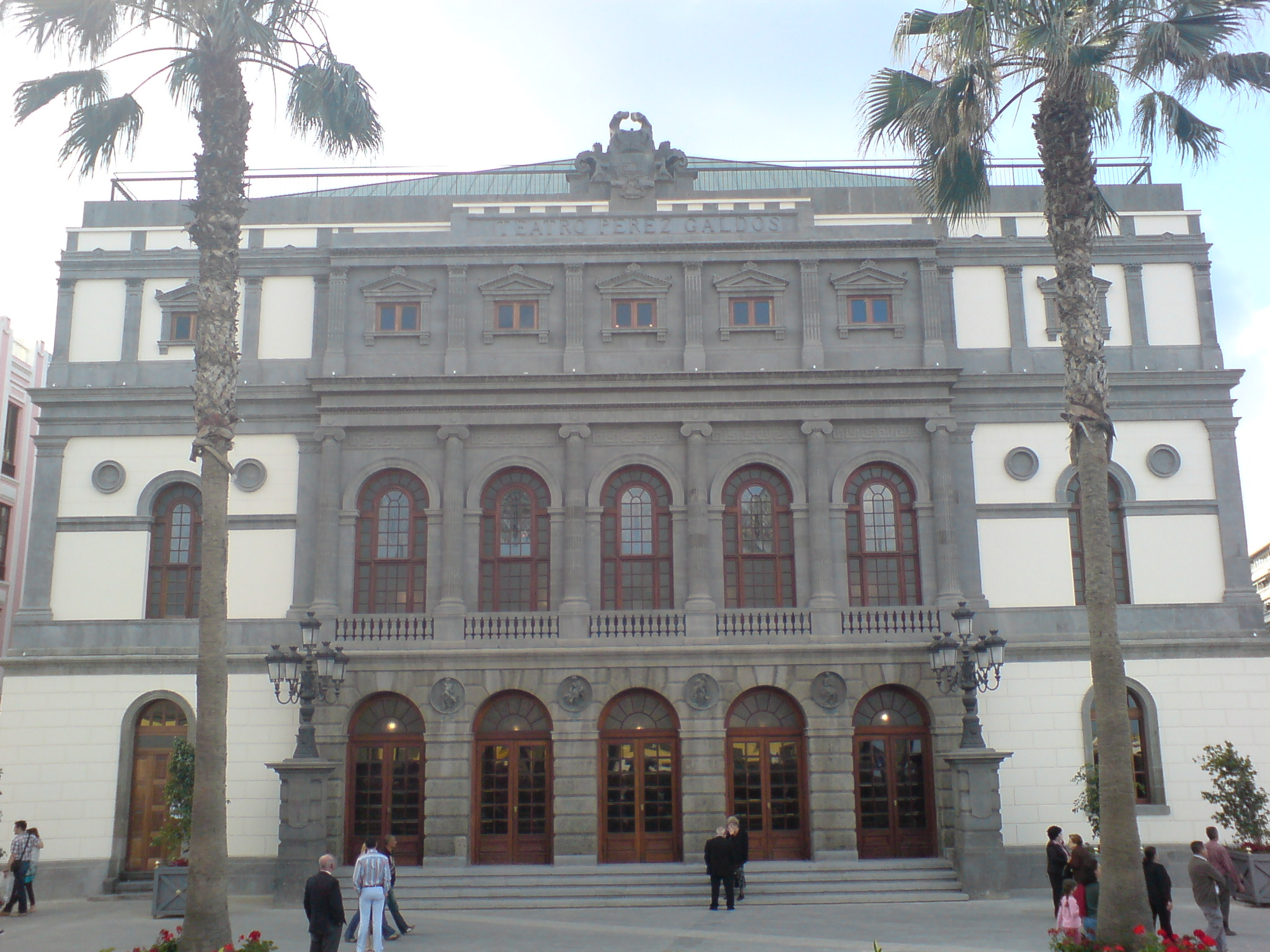
Fachada del Teatro Pérez Galdós.

Cruzando el barranco de Guiniguada con dirección al Puerto de la Luz se emplaza el barrio de Triana, llamado así por las similitudes que, en sus orígenes, tenía con el barrio homónimo de Sevilla. El barrio se estructuró alrededor de la Calle Mayor de Triana, vía de gran belleza arquitectónica y larga tradición comercial. Cerca de ella se alzan edificios como el Teatro Pérez Galdós, el Gabinete Literario, o la Iglesia de San Francisco.

## Historia
El barrio de Triana ha supuesto una constante histórica en la evolución urbana de Las Palmas de Gran Canaria, casi desde el mismo instante en que tuvo su origen el primer núcleo de población de la ciudad, a partir del último tercio del siglo XV. La elección del nombre de Triana por parte de sus antiguos habitantes posiblemente puede tener relación con el trianero barrio de Sevilla, dado el importante aporte poblacional andaluz que arribó a Canarias en los primeros momentos tras la conquista.

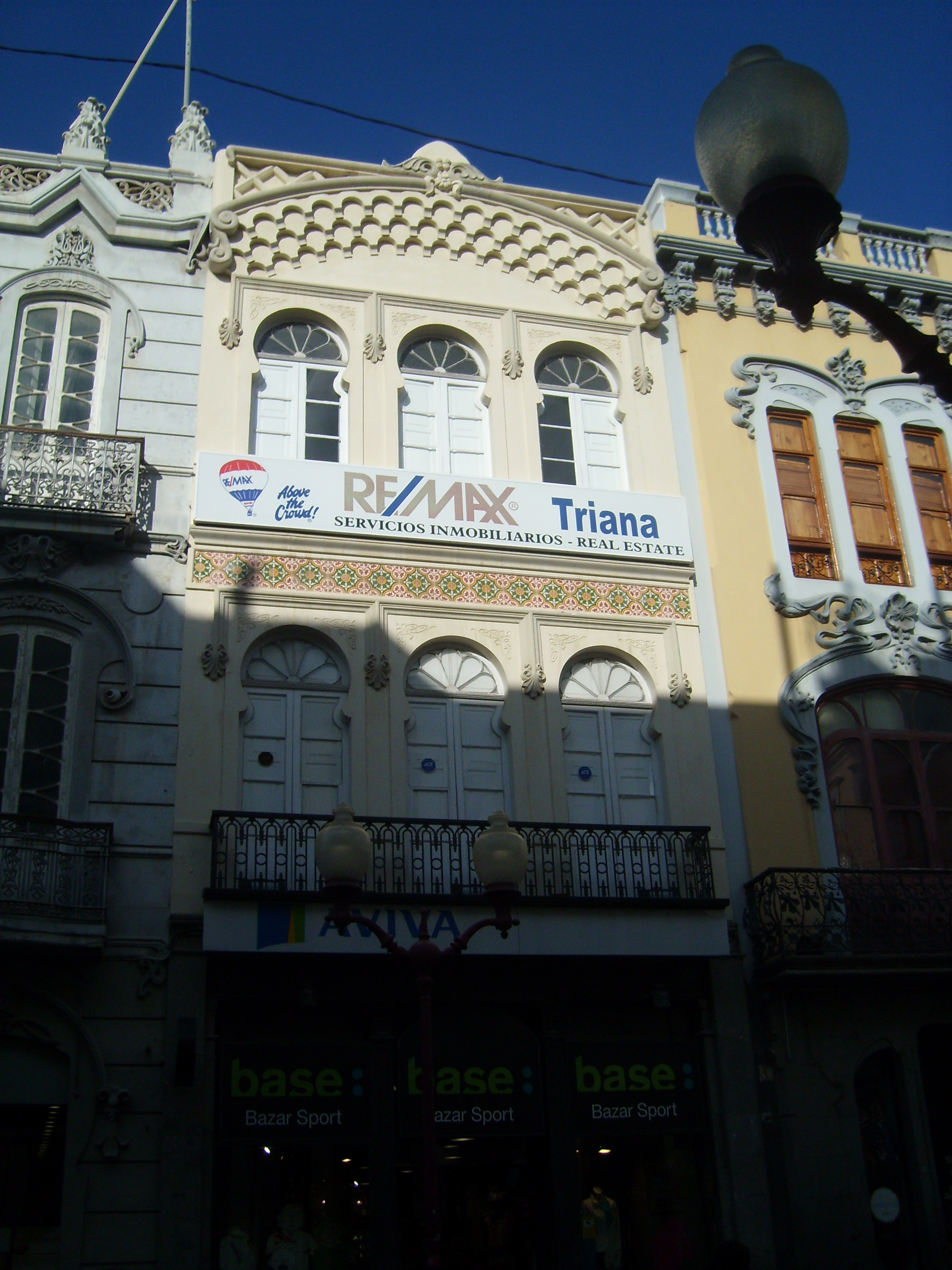
Fachada modernista en la Calle Mayor de Triana.

Desde hace algunos años ya se han venido reconociendo los valores patrimoniales que encierra el casco histórico de la ciudad. Vegueta fue declarada Conjunto Histórico-Artístico Nacional en 1973 y, años más tarde, en 1993, fue reconocido el núcleo histórico de Triana.
El barrio de Triana fue hace un siglo, hasta la construcción del Puerto de La Luz y de Las Palmas en la Isleta, un barrio marinero. Hoy lo único que ha quedado para el recuerdo de su ambiente marinero es la Ermita de San Telmo, originariamente construida a principios del siglo XVI. La ermita actual fue construida en el siglo XVIII. En su interior, además de su artesonado mudéjar y el retablo, merecen contemplarse la "Inmaculada" procedente del Convento de las Bernardas, atribuida a Alonso Cano; la imagen del "Señor de la Burrita" que abre las procesiones del Domingo de Ramos y el muy venerado por los fieles "Niño del Remedio".

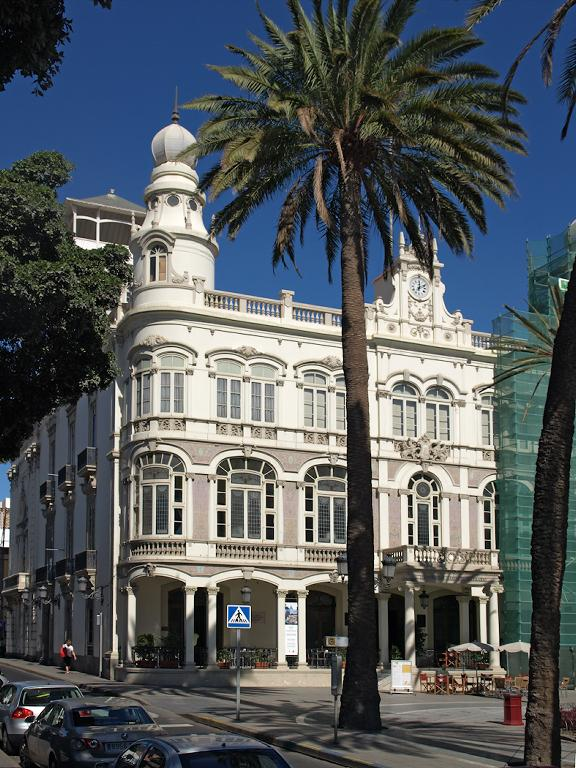
Fachada principal del Gabinete Literario en la Plaza Cairasco.

La superficie de Triana tradicionalmente estuvo delimitada por el barranco de Guiniguada al sur, el mar al naciente, una estructura montañosa al oeste, y una muralla defensiva perpendicular al mar, construida en el siglo XVI junto a la de Vegueta para proteger el recinto urbano de posibles ataques o invasiones. A mediados de la pasada centuria fue derribada para favorecer el proceso expansivo de la urbe, pero es puede imaginar su emplazamiento original siguiendo el trazado de la actual calle Bravo Murillo.
No obstante, a lo largo del siglo XVII se produce la consolidación del barrio de Triana, definiéndose la superficie por la que habría de expandirse en siglos venideros. El diseño urbanístico se organizó, según los acuerdos y ordenanzas del Cabildo, siguiendo un trazado más o menos reticular que persiste hoy día, pudiendo contemplarse en las vías perpendiculares a la calle Mayor de Triana. 
Se levantaron nuevas ermitas como la de San Telmo, San Sebastián, San Justo y de la Concepción, punto de partida esta última del convento de monjas de San Bernardo establecido a finales de siglo. Asimismo, en el último tercio del XVI, se erigieron las construcciones militares destinadas a defender la población, como la muralla norte y la torre de Santa Ana, junto al Charco de los Abades o Caleta de San Sebastián (San Telmo), que durante casi cuatro centurias fue el principal punto de entrada y salida de pasajeros y mercancías. 

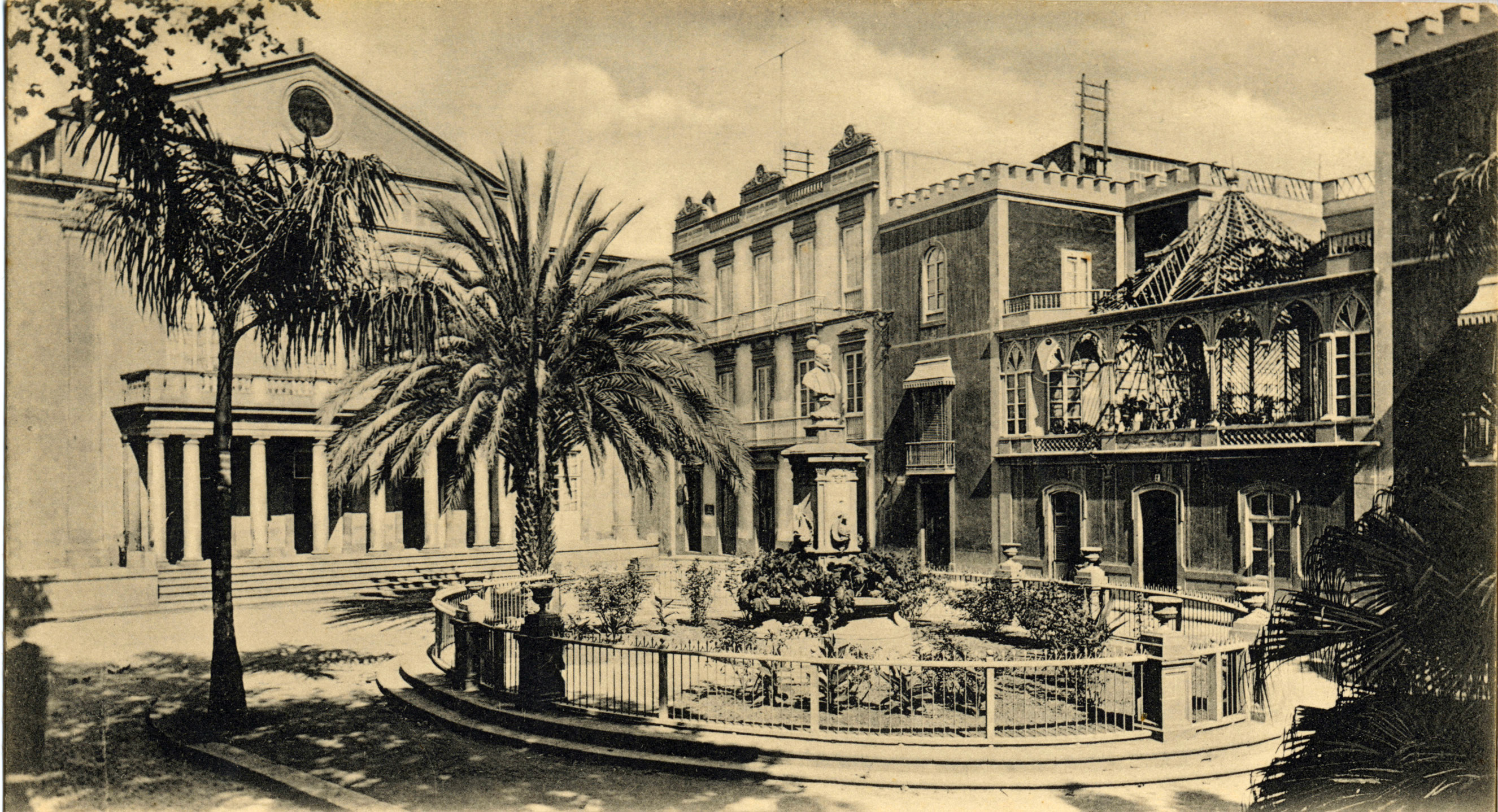
Teatro y plaza de Cairasco a finales del.

Tras la invasión del holandés Van der Does en 1599, comenzó un proceso de reconstrucción urbana que se desarrollaría a lo largo del siglo XVII, ya que este suceso había afectado a los edificios religiosos, militares y particulares más relevantes. Además, instituciones como el hospital de San Lázaro se trasladaron desde fuera de las portadas a intramuros. Este centro de beneficencia se ubicó en un solar situado en las huertas de Triana, en el espacio que posteriormente ocuparía el asilo de ancianos y, en la actualidad, el Centro Insular de Cultura. De igual forma, quedó inaugurado en este siglo el convento de monjas de Santa Clara, próximo al de San Francisco, contribuyendo de este modo a acentuar el carácter conventual que poseía la ciudad desde el XV.

## El barrio y su arquitectura
El Teatro Pérez Galdós, obra del arquitecto Miguel Martín Fernández de la Torre, ocupa el mismo lugar que el anterior Teatro Tirso de Molina, arrasado en un incendio. Merecen especial atención los murales pintados por el hermano del arquitecto, Néstor Martín Fernández de la Torre, que adornan el interior del teatro.
En el siglo XIX la ciudad estaba constituida por los barrios de Vegueta y Triana. Con la desamortización de los bienes de la Iglesia, el convento de las Clarisas se convierte en la actual Alameda de Colón, y el Teatro Cairasco es donde se sitúa hoy el Gabinete Literario.

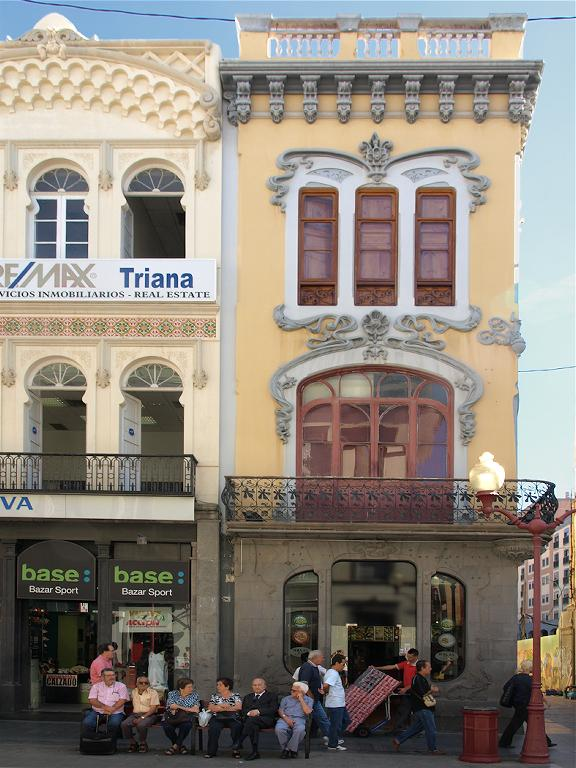
Fachada modernista en la Calle Mayor de Triana.

En el siglo XIX, empiezan a aparecer en Triana diferentes tipologías arquitectónicas como teatros, alamedas y paseos, concebidas para atender las inquietudes sociales de la burguesía residente en el banco, enriquecida gracias a las actividades agrarias y comerciales. Las desamortizaciones decimonónicas propiciaron la privatización y venta de los tres conventos establecidos en Triana, con sus huertas y dependencias respectivas, dando lugar a la creación de nuevas calles, plazas, viviendas y edificaciones públicas.
A partir del último tercio del siglo XIX, se levantaron en ambos extremos de Triana dos construcciones fundamentales en la fisonomía del barrio, como fueron el teatro Tirso de Molina (dedicado posteriormente a Pérez Galdós), en la orilla de la desembocadura del Guiniguada; y el Gobierno Militar en la confluencia de la calle de Triana con el llamado paseo de los Castillos (C/ Bravo Murillo). Se atendió, de igual forma, a la alineación de las principales vías, especialmente de la Calle Mayor de Triana. 
A principios del siglo XX, la arquitectura modernista configuró un tipo de edificación muy característica en el barrio. En la actualidad los inmuebles de la Calle Triana 76, 78, 80 y 82, así como el Palacete Rodríguez Quegles de la calle Pérez Galdós, son los mejores ejemplos de dicho movimiento, siendo los cinco BIC por sí mismos. 

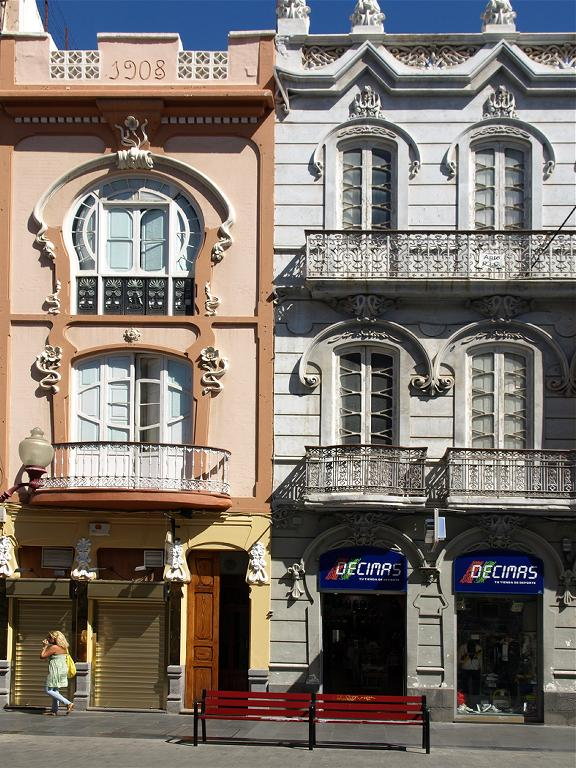
Fachada modernista.

Muchas de las familias acomodadas que residían en Triana acometieron la empresa de renovar y embellecer sus viviendas como un signo de distinción social. Encontramos muchas de estas decorativas fachadas en la calle Mayor de Triana y sus perpendiculares.
La arquitectura racionalista de los años 1920 y 1930, propició la construcción de otro de los edificios emblemáticos de Triana, como fue la sede del Cabildo Insular de Gran Canaria, obra de Miguel Martín Fernández de la Torre, en la esquina de las calles Bravo Murillo y Pérez Galdós, sobre un solar en el que anteriormente se celebraban peleas de gallos.
Por otra parte, también el progreso técnico e industrial llegó al barrio trianero, especialmente en lo que a sus calles y plazas se refiere. El antiguo alumbrado de farolas de aceite y de petróleo fue dando paso a la iluminación eléctrica. Asimismo, hasta los años de la Segunda Guerra Mundial y la posguerra, circuló por la calle Mayor de Triana un tranvía popularmente conocido como "La Pepa", locomotora a carbón que fue inaugurada el día de San José (de ahí su nombre) de 1890. Realizaba el servicio entre el centro histórico y el puerto de La Luz. Sus raíles permanecieron durante décadas a la vista de todos, hasta quedar sepultados por el asfalto y la posterior pavimentación de esta vía, actualmente peatonal.

## Personajes
Dentro de los personajes destacados en la vida cultural y artística de la ciudad, debemos reseñar como residentes en Triana los nombres del literato universal Benito Pérez Galdós, el poeta Tomás Morales y el político Juan Negrín (último presidente de la II República Española). Asimismo, no debemos dejar de referimos a la imagen que algunos pintores canarios nos han legado de determinadas partes del barrio, como es el caso de José Comas Quesada, Nicolás Massieu o Juan Betancor.

## Zona Comercial de Triana
En 2013 la zona de Triana (Asociación de Empresarios Zona Triana) recibe el Premio Nacional a Centros Comerciales Abiertos, que se otorga por la dirección general de Comercio Interior del Ministerio de Economía y Competitividad de España, destinado a galardonar el asociacionismo comercial orientado a la promoción de Centros Comerciales Abiertos (CCA).

## Lugares de interés
- Calle Mayor de Triana

### Edificios y monumentos
- Ermita de San Telmo
- Teatro Pérez Galdós
- Gabinete Literario
- Parroquia de San Francisco de Asís
- Teatro Cuyás
- Cabildo de Gran Canaria